# Aurelie Gerlac
Aurelie Gerlac (ur. 14 września 1985) – francuska zapaśniczka walcząca w stylu wolnym.  Zajęła piąte miejsce na mistrzostwach Europy w 2007. Siódma w Pucharze Świata w 2011.
Mistrzyni Francji w 2007 i 2011; druga w 2004, 2006 i 2008, a trzecia w 2005 i 2010 roku.